# La famiglia (film 1987)
La famiglia è un film del 1987, diretto da Ettore Scola.
Il film, presentato in concorso al 40º Festival di Cannes, è il ritratto di una famiglia borghese italiana visto dall'interno di un appartamento del rione Prati di Roma, dal 1906 al 1986. Il protagonista Carlo è seguito dal suo battesimo fino all'ottantesimo compleanno.

## Trama
Prima parte (1906): il battesimo di Carlo è l'occasione per presentare allo spettatore la casa e i primi personaggi. Il capofamiglia, nonno di Carlo e professore di lettere in pensione, ha da poco acquistato l'appartamento. Abitano con lui e sua moglie il loro figlio Aristide, padre di Carlo, impiegato ministeriale e pittore dilettante; Susanna, moglie di Aristide, svampita e appassionata di opera lirica; le sorelle di Aristide, Luisa, Margherita e Millina, continuamente in lite ma inseparabili e, sulla trentina, ormai rassegnate alla condizione di zitelle; e la domestica Nunzia con la piccola nipote Adelina. Al battesimo sono presenti inoltre il fratello di Aristide, Michele, con la moglie Ersilia e il figlio Enrico; Nicola, fratello di Susanna molto più giovane di lei; e il dottor Giordani, medico e amico di famiglia.
Seconda parte (1916): La prima guerra mondiale è in corso. Carlo ha dieci anni: lui, Giulio, suo fratello minore di tre anni, e il cugino Enrico giocano animatamente e decidono di sottrarre mezza lira dal soprabito di Giordani, accorso a curare il nonno gravemente malato. Il gioco è interrotto da Susanna che annuncia ai bambini la morte del nonno. Pochi giorni dopo si viene a sapere che Giordani è stato arrestato perché senza quella mezza lira non ha potuto pagare il tram. Aristide si infuria e spinge Giulio a tradirsi, mentre Carlo confessa spontaneamente; si delinea il primo contrasto dovuto all'incompatibilità tra i fratelli, Carlo pacato e riflessivo, Giulio impulsivo e irrequieto. Si intuisce una simpatia reciproca fra Millina e Giordani, che peraltro non avrà seguito.
Terza parte (1926): Carlo studia all'università e dà lezioni private a una liceale, Beatrice. Lei è palesemente innamorata di lui, che però finisce per preferirle la sorella Adriana, studentessa al conservatorio capitata in casa incidentalmente. Enrico, convinto antifascista, lascia Roma alla volta di Parigi. Aristide muore improvvisamente. Adriana viene a far visita alla famiglia e confida a Carlo di voler partire per un corso di perfezionamento a Milano; lui vorrebbe farla desistere, ma lei tiene troppo alla sua indipendenza e lo lascia.
Quarta parte (1936): Carlo, divenuto professore di liceo, è sposato e padre di due figli, Paolino e Maddalena; sua moglie è Beatrice. Ricevono una visita dello zio Nicola, fascista, diventato segretario comunale nella sua Macerata. Anche Giulio simpatizza per il regime e si prepara a partire per la Guerra d'Etiopia, malgrado le preoccupazioni di Adelina che ormai da anni è al servizio in casa e intrattiene una relazione con lui. Carlo invece è di idee contrarie, e pur tenendosi lontano dalla politica attiva preferisce simbolicamente non iscriversi al partito fascista. Adriana, ora affermata concertista, telefona da Parigi, dove dice di aver incontrato Enrico sposato con una francese e padre di una bambina.
Quinta parte (1946): Giulio è tornato dalla guerra sano ma con una grave depressione, mentre si apprende che Enrico è caduto combattendo in Spagna. Adriana torna a far visita alla famiglia presentando il suo fidanzato francese, Jean-Luc: a cena Carlo, accecato dalla gelosia per Adriana, scatena un alterco con lui offendendolo davanti a tutti, benché i due la pensino più o meno allo stesso modo; l'intervento conciliante di Beatrice salva la situazione. Adelina durante la guerra ha lasciato il lavoro domestico e si è data alla borsa nera con i fratelli; un giorno, tornata nella casa portando in regalo vari generi alimentari, chiede di rivedere Giulio e si commuove per le sue condizioni.
Sesta parte (1956): estate, la famiglia si prepara per partire per Santa Marinella. Non c'è più la zia Millina, morta, né Giulio, che ha sposato Adelina (i due hanno adottato la piccola Marina); Giulio si presenta per chiedere al fratello un parere su un romanzo autobiografico che intenderebbe pubblicare, ma Carlo non dà molto peso alla cosa. Adriana, di passaggio a Roma, passa una notte nella casa rimasta vuota per l'estate, ma incontra Carlo che vorrebbe riannodare la loro antica relazione. Adriana rifiuta di ricoprire il ruolo dell'amante, immaginando anche il dolore che darebbe alla sorella; del resto neanche Carlo riuscirebbe a fare a meno della presenza discreta e affettuosa di Beatrice. Maddalena, poco più che ventenne, si innamora di un sindacalista, Armando, e insiste per sposarlo malgrado il parere negativo del padre. L'inverno successivo, in una nottata caratterizzata da una copiosa nevicata insolita per Roma, Carlo confida a Beatrice l'amore e il rispetto che ha per lei, mentre nella camera attigua Armando e Maddalena, appena sposati, appaiono già in crisi. L'ultima scena congeda lo spettatore da Luisa, Margherita e Susanna, che, tutte affette da demenza senile, in un'altra stanza passano il tempo declamando libretti d'opera.
Settima parte (1966): durante i preparativi per la festa dell'ottavo compleanno di suo figlio Carletto, Maddalena annuncia ai suoi genitori di voler lasciare Armando per un altro uomo. Alla festa Paolino fa conoscenza con Marika, una signora ungherese separata e con figli che abita nel palazzo di fronte. Si presentano anche Juliette, vedova di Enrico, sua figlia Claudine e la figlia di questa, anche lei di nome Juliette; inoltre Giulio e Adelina, tormentati da difficoltà economiche, e alla fine il vecchio zio Nicola. Giulio sospetta che lo zio voglia richiedergli dei soldi che gli aveva prestato e fa una scenata del tutto ingiustificata.
Ottava parte (1976): Carlo è andato in pensione ed è rimasto vedovo. In casa ormai c'è solo Carletto, che pur essendo molto legato al nonno è spesso assente. Paolino ha sposato Marika: i due, affacciandosi dal balcone di fronte, invitano Carlo a cena, ma lui rifiuta cortesemente. Anche Adriana viene ad assicurarsi che tutto vada bene, e rivela a Carlo che Beatrice sapeva tutto della loro tormentata relazione, ma taceva per amore della famiglia.
Nona parte (1986): Carlo riunisce i parenti per il suo ottantesimo compleanno. Carletto apre la porta e si fanno avanti uno dopo l'altro Giulio, Adelina, Marina che è diventata madre, Paolino, Marika e i suoi figli, Maddalena con la sua seconda famiglia, Armando, Juliette, Claudine e l'altra Juliette, Adriana, e molte altre persone di cui non è dato neppure sapere il rapporto di parentela con i protagonisti. Si intuisce una relazione fra Carletto e sua cugina di terzo grado Juliette. Carlo ha ancora tempo per gli ultimi battibecchi con Adriana e con Giulio. Dopo essersi riuniti, la famiglia intera si unisce per scattare una foto.

## Riconoscimenti
- 1988 - Premio Oscar
  - Candidatura Miglior film straniero (Italia)
- 1987 - David di Donatello
  - Miglior film a Ettore Scola e Franco Committeri
  - Miglior regia a Ettore Scola
  - Migliore sceneggiatura a Ruggero Maccari, Furio Scarpelli e Ettore Scola
  - Miglior attore protagonista a Vittorio Gassman
  - Miglior montaggio a Francesco Malvestito
  - Miglior colonna sonora a Armando Trovajoli
  - Candidatura Miglior produttore a Franco Committeri
  - Candidatura Miglior attrice protagonista a Stefania Sandrelli
  - Candidatura Migliore fotografia a Ricardo Aronovich
  - Candidatura Migliore scenografia a Luciano Ricceri
  - Candidatura Migliori costumi a Gabriella Pescucci
- 1987 - Nastro d'argento
  - Regista del miglior film a Ettore Scola
  - Miglior produttore a Franco Committeri
  - Migliore attrice straniera a Fanny Ardant
  - Miglior attrice non protagonista a Ottavia Piccolo
  - Migliore sceneggiatura a Furio Scarpelli, Ettore Scola e Ruggero Maccari
  - Migliore colonna sonora a Armando Trovajoli
  - Candidatura Miglior attore protagonista a Vittorio Gassman
  - Candidatura Miglior attrice protagonista a Stefania Sandrelli
  - Candidatura Miglior attore non protagonista a Massimo Dapporto
- 1987 - Festival di Cannes
  - Candidatura Palma d'oro a Ettore Scola
- 1987 - Globo d'oro
  - Miglior film a Ettore Scola e Franco Committeri
  - Miglior attrice protagonista a Stefania Sandrelli
- 1987 - Ciak d'oro
  - Miglior film a Ettore Scola e Franco Committeri[2]
  - Miglior regia a Ettore Scola[2]
  - Miglior attore protagonista a Vittorio Gassman[2]
  - Miglior attore non protagonista a Massimo Dapporto[2]
  - Miglior attore non protagonista a Carlo Dapporto[2]
  - Miglior attrice non protagonista a Ottavia Piccolo[2]
  - Miglior produttore a Franco Committeri[2]
  - Miglior sceneggiatura a Furio Scarpelli, Ettore Scola e Ruggero Maccari[2]
  - Miglior scenografia a Luciano Ricceri[2]
  - Migliore montaggio a Francesco Malvestito[2]
  - Migliori costumi a Gabriella Pescucci[2]
  - Migliore colonna sonora a Armando Trovajoli[2]
  - Candidatura Migliore attrice non protagonista ad Alessandra Panelli, Athina Cenci e Monica Scattini

## Produzione
Per tutta la durata del film non è mai possibile conoscere il cognome di Carlo, né quello di nessun altro parente. Scola, comunque, rivelò d'essersi ispirato a Carlo Salinari, un suo insegnante.
Molti dei personaggi, seguiti per anni nel corso della loro vita, sono interpretati da attori diversi; in alcuni casi attori diversi interpretano lo stesso personaggio nella stessa scena. Nella terza parte, Beatrice è interpretata da Cecilia Dazzi, ma il suo specchietto per il trucco riflette i tratti di Stefania Sandrelli. Nella quarta parte, Adriana al telefono da Parigi ha prima il volto di Jo Champa, poi quello di Fanny Ardant. Nella prima scena della quinta parte, quando Carlo controlla i compiti di Maddalena, è inizialmente riconoscibile Andrea Occhipinti, ma ben presto subentra Vittorio Gassman.
Nella versione francese Massimo Dapporto è doppiato da Pierre Arditi.